# おいらせ町立木ノ下中学校
おいらせ町立木ノ下中学校（おいらせちょうりつ きのしたちゅうがっこう）は、青森県上北郡おいらせ町上久保に所在する公立中学校。

## 沿革
- 1949年（昭和24年）4月1日 - 開校。当時は、木ノ下小学校校舎に併設されていた。
- 1950年（昭和25年）2月15日 - 校舎新築。
- 1969年（昭和44年）8月1日 - 下田村の町制施行により、下田町立木ノ下中学校と改称。
- 1999年（平成11年） - 新校舎完成[1]。
- 2006年（平成18年）3月1日 - 平成の大合併により、おいらせ町立木ノ下中学校と改称。

## 在籍者数
| 学年 | 1年 | 2年 | 3年 | 特別支援 | 合計 |
| ---- | --- | --- | --- | -------- | ---- |
| 学級 | 3   | 4   | 3   | 2        | 12   |
| 生徒 | 97  | 117 | 92  | 8 (内数) | 306  |

- 2023年（令和5年）5月1日時点[2]

## 周辺
- 住宅地

## アクセス
- 十和田観光電鉄バス「木ノ下中央」バス停下車後、徒歩約780m・約12分。
- 第二みちのく有料道路三沢十和田下田ICから、車で約960m・1～2分。